# Polyspinosa schulzei
Polyspinosa schulzei é uma espécie de aranha pertencente à família Theraphosidae (tarântulas).